# Natacha Seseña
Natacha Seseña (ur. 10 lipca 1931 w Madrycie, zm. 31 października 2011 tamże) – hiszpańska etnolożka, historyczka, konserwatorka i kuratorka sztuki. Specjalizowała się w tradycyjnym garncarstwie i ceramice zabytkowej. Była członkinią Królewskiej Akademii Sztuk Pięknych św. Ferdynanda.

## Publikacje
- La cerámica popular en Castilla la Nueva, 1975
- Barros y lozas de España, 1976
- Guía de los alfares de España, 1975
- Cacharreria popular, 1997
- Luis Meléndez: Bodegones, 2004
- Vida cotidiana en tiempos de Goya, 1996
- Goya y las mujeres, 2004
- Falso curandero, 2004